# اسخیپ‌هول-ریک
اسخیپ‌هول-ریک (به هلندی: Schiphol-Rijk) یک منطقهٔ مسکونی در هلند است که در هارلمرمیر واقع شده‌است.